# جوهانس بوم
جوهانس بوم هو إحاثي بولندي، ولد في 31 أغسطس 1857 في غدانسك في بولندا، وتوفي في 1938.